# Українське село. Родовідна книга Красного та Затиші на Білоцерківщині
Українське село. Родовідна книга Красного та Затиші на Білоцерківщині — книга Євгена Чернецького і Анатолія Бондаря, присвячена історії сіл Красне і Затиша що на Білоцерківщині. На загальноісторичному тлі розглянуто заснування сіл, їх соціальну структуру, події XIX–XX століть. Особливу увагу приділено будівництву залізниці Гришино-Рівне, яка мала пролягти через терени цих сіл. На прикладі Красного і Затиші проаналізовано процес знищення українського села, геноциду його мешканців (колективізація, розкурлення, Голодомор, репресії, Друга світова війна, післявоєнні структурні зміни). Досліджено та представлено у вигляді поколінних розписів і генеалогічних таблиць родоводи краснян і затишан. Видання доповнене їхніми спогадами, проілюстроване численними світлинами краєвидів обох сіл та їх мешканців переважно другої половини ХХ — початку XXI століть. Меценатом видання став уродженець Красного, заслужений будівельник України, почесний громадянин Білоцерківського району Віктор Яровий.

## Структура книги
Книга складається з трьох частин, трьох додатків та покажчика родів.
У першій частині «Села» розкрито передісторію та історію Красного і Затиші. Розповідається про:
- місцеві старожитності (22 кургани, дві курганні групи, два городища), дослідження яких розпочав в другій половині XIX ст. поміщик і краєзнавець Рев'якін;
- заснування сільця Красне у XVIII ст. на теренах Василівського маєтку графів Тарновських, його розбудова Проскурами-Сущанськими та виокремлення з нього сільця Затиша у середині XIX ст.;
- походження назв обох сіл;
- соціальні групи і формування родової структури;
- розвиток сіл у другій половині XIX — на початку ХХ ст.;
- будівництво і долю церкви св. Митрофана у Красному.

На основі документів та спогадів мешканців сіл проаналізовано події від Першої світової війни до здобуття Україною незалежності, зокрема, колективізації та Голодомору. Описана ситуація кінця ХХ — початку XXI ст. у Красному і Затиші. Розділ доповнюють також спогади освітян і місцевих керівників, які працювали в Красному в післявоєнний період.
Друга частина «Роди» складається з відомостей про місцеві селянські роди, що охоплюють часи від заснування сіл до 2005 р. По кожному роду наведені поколінний розпис, генеалогічна схема та світлини його представників. Поза тим ця частина містить також світлини найстаріших хат, краєвиди вулиць, кутків, ставків, ярів, річки Красної та околиць.
У третій частині «Світлини» зібрано фотографії, на яких зафіксований побут, громадське та фахове життя в Красному і Затиші.
Додатки містять список краснянських і затишанських родів, план і вигляд з космосу обох сіл та щоденник місцевого уродженця Дмитра Степанця часів Другої світової війни, який вів від потрапляння до німецького полону під Сталінградом до кінця перебування у таборах.

## Нагороди
- Львів, 15 вересня 2011 р., 18-й Форум видавців у Львові — персональна відзнака голови журі Мар'яна Лозинського  [Архівовано 4 серпня 2016 у Wayback Machine.];
- Київ, 13 листопада 2011 р., XIV Київська міжнародна виставка-ярмарок «Медвін: Книжковий світ-2011» — II місце в номінації «Найкраще наукове та науково-популярне видання, есеїстика»[недоступне посилання з жовтня 2019];
- Київ, 8 грудня 2011 р., ХІІІ Всеукраїнський рейтинг «Книжка року‘2011» — 10 місце у номінації «Минувшина» (частина «Дослідження / документи») [Архівовано 4 березня 2016 у Wayback Machine.].

## Видання
- Євген Чернецький, Анатолій Бондар. Українське село. Родовідна книга Красного і Затиші на Білоцерківщині. — Біла Церква: Видавець Олександр Пшонківський, 2011.